# Alció caranegre
L'alció caranegre (Lacedo melanops) és una espècie d'ocell de la família dels alcedínids (Alcedinidae) que sovint és considerat una subespècie de Lacedo pulchella. Habita els boscos de les illes de Borneo i Bangka.